# Sammlung Phillipps

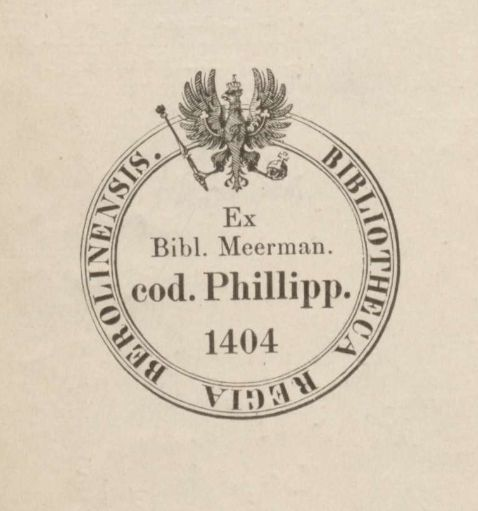
Exlibris der Königlichen Bibliothek Berlin für ein Stück der Sammlung Thomas Phillipps

Als Sammlung Phillipps werden diejenigen Handschriften, Drucke und anderen Objekte bezeichnet, die der Sammler Thomas Phillipps (1792–1872) im Lauf seines Lebens zusammentrug. Die Handschriftensammlung (auch bekannt als Bibliotheca Phillippica, Cheltenham-Handschriften oder Phillippici) gilt als größte, die jemals von einer Privatperson gesammelt wurde.

## Bestand und Geschichte
Es handelt sich um etwa 60.000 meist mittelalterliche Handschriften sowie ähnlich viele gedruckte Bücher, die Phillipps erst in Middlehill, später in Thirlestaine House in Cheltenham aufstellte. Die Sammlung umfasste viele ausgesprochen wertvolle Stücke. Zeitweise besaß Philipps unter anderem die Maciejowski-Bibel, eine Erstausgabe von Shakespeares Hamlet und ein First-Folio-Exemplar. Eine seiner frühen Erwerbungen war der Ankauf großer Teile der Sammlung Meerman. Neben Büchern sammelte Philipps auch Münzen, Urkunden, Gemälde und andere Kunstgegenstände. Er selbst beschrieb das Ziel seiner Sammlung damit, „alles in seiner Reichweite“ zu sammeln, vor allem aber Pergament-Codices.
Nachdem er es zu Lebzeiten nicht erreicht hatte, dass seine Sammlung von der Bodleian Library oder vom British Museum übernommen wurde, formulierte Phillipps in seinem Testament eine Reihe Auflagen, die den dauerhaften Verbleib der Sammlung in Thirlestaine House sicherstellen sollten. Diese Bestimmungen wurden aber 1885 für nichtig erklärt. Nach und nach verkauften seine Erben die Sammlung an Bibliotheken und private Sammler. Größere Bestände wurden unter anderem von der Königlichen Bibliothek in Berlin (der heutigen Staatsbibliothek) angekauft, wo sie bis heute teilweise eine eigene Signaturengruppe („Ms. Phill.“) bilden. Die Verkäufe begannen im späten 19. Jahrhundert; 1946 wurde das meiste des verbleibenden ‚Restes‘ (respektlos residue genannt) für 100.000 Pfund an das Antiquariat von W.H. Robinson verkauft. In einer großen Reihe von Auktionen bei Sotheby’s in London wurden westliche wie östliche Handschriften, Papyri und Fragmente bis in die 1970er Jahre verkauft, der Restbestand wurde 1977 als residue of the residue en bloc von dem New Yorker Antiquar Hans Peter Kraus, der wichtige Handschriften auf den Auktionen ersteigert hatte, erworben und in mehreren Katalogen vermarktet.
Die Sammlung war nie vollständig katalogisiert. Der von Phillipps selbst erstellte, sehr summarische Katalog erfasste ‚nur‘ 23.837 Handschriften. Die Nummern dieses Katalogs dienen bis heute zur Bezeichnung der Handschriften. In den 1950er veröffentlichte Alan Munby eine umfangreiche Darstellung der Sammlung und ihres Endes. Als Grundlage diente ihm ein durchschossenes Exemplar von Phillipps Katalog, das er umfangreich annotierte; Photokopien von Munbys Exemplar in der Universitätsbibliothek Cambridge und der Bodleian Library wurden um weitere Notizen zu Provenienz und Verbleib der Handschriften erweitert. Die British Library und das Institut de recherche et d’histoire des textes haben ebenfalls Findmittel zu den Phillipps-Handschriften angelegt. Einige Teilbestände der Sammlung wurden monographisch erforscht. Zwischen 2014 und 2016 erforschte Toby Burrow den Verbleib der Handschriften im Rahmen einer Marie Curie Fellowship und dokumentierte die Ergebnisse in einer Datenbank mit Einträgen zu etwas mehr als 10.000 der Phillipps-Handschriften.
Die Sammlung ist nicht zu verwechseln mit dem Museum namens Phillips Collection in Washington.